# Radosław Nalewajka
Radosław Nalewajka (ur. 30 listopada 1993 w Wodzisławiu Śląskim) – polski hokeista, reprezentant Polski.
Jego brat bliźniak Łukasz także został hokeistą, a obaj konsekwentnie występują razem w kolejnych klubach.

## Kariera
- SMS I Sosnowiec (2009-2012)
- JKH GKS Jastrzębie (2010/2011, 2012/2013)
- Orlik Opole (2012-2014)
- JKH GKS Jastrzębie (2013-)

Wychowanek klubu JKH GKS Jastrzębie. W sezonie 2018/2019 był kapitanem drużyny (zastąpił w tej funkcji brata). W kwietniu 2022 obaj bracia przedłużyli kontrakt z klubem o dwa lata.
W barwach reprezentacji Polski do lat 18 uczestniczył w turniejach mistrzostw świata juniorów do lat 18 edycji 2011 (Dywizja I). W barwach reprezentacji Polski do lat 20 uczestniczył w turnieju mistrzostw świata juniorów do lat 20 edycji 2013 (Dywizja IB). Występował w seniorskiej kadrze Polski w sezonach 2017/2018 i 2018/2019. W listopadzie 2018 pełnił funkcję kapitana kadry.

## Osiągnięcia
Reprezentacyjne
- Awans do mistrzostw świata juniorów do lat 20 Dywizji I Grupy A: 2013

Klubowe
- Brązowy medal mistrzostw Polski: 2014, 2020[5], 2022, 2025 z JKH GKS Jastrzębie
- Srebrny medal mistrzostw Polski: 2015 z JKH GKS Jastrzębie
- Puchar Polski: 2018, 2019, 2021 z JKH GKS Jastrzębie
- Puchar Wyszehradzki: 2020 z JKH GKS Jastrzębie
- Superpuchar Polski: 2020, 2021 z JKH GKS Jastrzębie
- Złoty medal mistrzostw Polski: 2021 z JKH GKS Jastrzębie
- Finał Pucharu Polski: 2024 z JKH GKS Jastrzębie

Indywidualne
- Superpuchar Polski w hokeju na lodzie 2020:
  - 20 października 2020: Zwycięski gol w wygranym 3:2 meczu z GKS Tychy[6]